# Langues nakho-daghestaniennes
Les langues nakho-daghestaniennes (-daghestanaises, -daguestaniennes ou -daguestanaises) ou langues caucasiennes du nord-est forment la plus grande des trois familles de langues caucasiennes. Elles sont parlées dans les républiques d'Ingouchie, de Tchétchénie et du Daghestan, toutes situées dans le Sud de la fédération de Russie, ainsi qu'en Azerbaïdjan et en Géorgie.

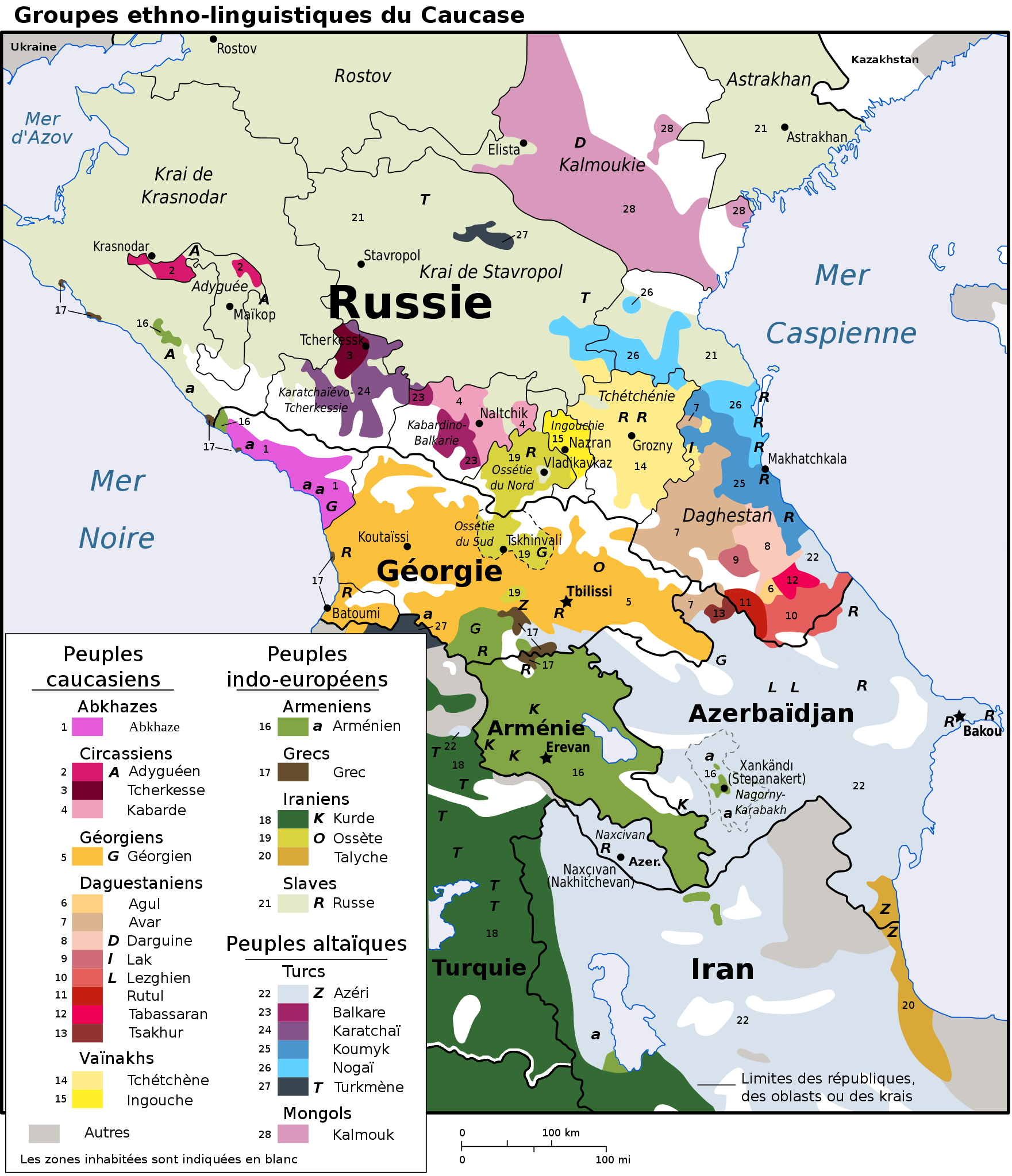
Ethnies et langues au Caucase.

## Classification
- langues nakh
  - tchétchène
  - ingouche
  - bats ou tsova-tush
- avaro-andi
  - avar
    - khunzakh
    - batlukh
    - hid
    - andalal
    - antsukh
    - qarakh
    - kusur
    - zaqatal

  - andi
    - nord andi
    - sud andi

  - bagwalal
  - botlikh
    - miarso

  - godoberi
  - akhvakh
    - nord akhvakh
    - sud akhvakh

  - karata
    - tokita

  - tindi
  - chamalal
    - gigatl
- langues tsez
  - tsez
    - sagada

  - bezhta
  - hunzib
  - hinukh
  - khvarshi
  - inxokvari
- lak
- dargwa
  - aqusha
  - qaba (urakhi)
  - tsudaxar
  - kadar
  - muiri
  - megeb
  - sirhwa
  - kunki
  - vurqni
  - kaitak
  - kubachi
  - chirag
- langues lezghiques
  - artchi
  - langues samouriennes
    - langues samouriennes occidentales
      - routoul
      - tsakhour

    - langues samouriennes méridionales
      - budukh
      - kryz

    - langues samouriennes orientales
      - albanien†
        - oudi

      - tabassaran
      - agul
      - lezghien
- khinalug

## Comparaison des langues
- Le vocabulaire montre la parenté des langues nakho-daghestaniennes.

| Français | Tchétchène | Avar  | Hunzib | Tsez  | Khvarshi | Akhvakh | Andi   | Botlikh | Karata | Tindi | Bagwalal | Chamalal | Bezhta | Budukh | Lak   | Autres                                                                    |
| -------- | ---------- | ----- | ------ | ----- | -------- | ------- | ------ | ------- | ------ | ----- | -------- | -------- | ------ | ------ | ----- | ------------------------------------------------------------------------- |
| Loup     | borz       | bacʾ  | bɔcʾɔ  | bocʾi | bocʾa    |         |        |         |        |       |          |          |        |        | barcʾ |                                                                           |
| Langue   | mott       | maccʾ | mǝcc   | mec   | mec      | miccʾi  | miccʾi | miccʾi  | maccʾi | micci | misʾa    | missʾ    | micc   | mez    |       | - ingouche : mott - bats : mottʾ ; - godoberi : miccʾi ; - khinalug : mec |
| Neige    | lo         | lazu  | ǝz     | isi   | ĩsa      | ãži     | anzi   | anzi    | anze   | anzi  | anzu     | ãz       | õz     | jiz    |       | hinukh : joše                                                             |